# Аколада (музика)
Аколада (от френски: accolade – „прегръдка“), е основен знак при музикалната нотация. Представлява скоба (средна или голяма), която свързва две или повече петолиния с цел да посочи, че изписаният на тях музикален текст трябва да бъде изпълняван едновременно.
Основното значение на аколадата се проявява при музикалните партитури, където на отделни петолиния са изписани партии, изпърнявани от различните музикални инструменти и вокални партии. Понякога броят на петолинията в една аколада може да достигне над 30 (при симфониите на Антон Брукнер, Густав Малер и др.
Нотацията на някои инструменти като пиано, акордеон и орган, също изисква употребата на аколада. В този случай обикновено тя свързва две петолиния (за лявата и дясната ръка) или три (при органа), но в някои случаи броят на петолинията достига до четири (при много голяма техническа сложност).